# Carroll County (Georgia)
Carroll County is een county in de Amerikaanse staat Georgia.
De county heeft een landoppervlakte van 1.292 km² en telt 87.268 inwoners (volkstelling 2000). De hoofdplaats is Carrollton.